# Пайтич, Боян
Бо́ян Па́йтич (серб. Бојан Пајтић) — сербский политик, бывший председатель правительства Автономного края Воеводина, (2004—2016), в 2014—2016 — председатель Демократической партии.

## Биография
Родился 2 мая 1970 года в семье священника. Среднюю школу окончил в Сенте, поступил на юридический факультет Нови-Садского университета. Закончил его в 1995 году, печатался в юридических журналах. В 2008 году защитил докторскую диссертацию по теме «Имущественные договоры в браке».
Женат, имеет двух сыновей. Владеет английским и венгерским языками.

## Политическая деятельность
Будучи молодым юристом, вступил в Народную партию, но вскоре перешёл в Демократическую партию. Долгое время работал в городской администрации города Нови-Сад.
С ноября 2004 по июнь 2016 года — председатель правительства Воеводины.
Избран вице-председателем Демократической партии Сербии На XV съезде 25 ноября 2012 года.